# Pseudopanurgus platycephalus
Pseudopanurgus platycephalus là một loài Hymenoptera trong họ Andrenidae. Loài này được Ruz mô tả khoa học năm 1990.